# Конше де Беарн
Конше де Беарн (фр. Conchez-de-Béarn) насеље је и општина у југозападној Француској у региону Аквитанија, у департману Атлантски Пиринеји која припада префектури По.
По подацима из 2011. године у општини је живело 133 становника, а густина насељености је износила 29,62 становника/km². Општина се простире на површини од 4,49 km². Налази се на средњој надморској висини од 167 метара (максималној 261 m, а минималној 122 m).

## Демографија
| 1962. | 1968. | 1975. | 1982. | 1990. | 1999. | 2011. |
| ----- | ----- | ----- | ----- | ----- | ----- | ----- |
| 155   | 127   | 113   | 109   | 116   | 121   | 133   |

График промене броја становника у току последњих година